# Hardangerbrua
Hardangerbrua je visutý silniční most překonávající fjord Hardangerfjorden mezi obcemi Ullensvang a Ulvik v norském kraji Hordaland.
Původní dopravní spojnicí obou břehů fjordu byl trajekt mezi vesnicemi Bruravik a Brimnes spravovaný společností Fjord1 Nordvestlandske. Ten se však ukázal jako nevyhovující a proto přistoupila norská vláda v roce 2006 ke stavbě mostu. Jeho výstavba začala o tři roky později 26. únor 2009 a dokončena byla v srpnu 2013. Most byl otevřen dne 17. srpna 2013. Finanční náklady na výstavbu mostu činily 1,8 mld. NOK.
S celkovou délkou 1380 m je most nejdelším visutým mostem v zemi a hlavní pole s délkou rozpětí 1310 m je nejdelším v zemi a třetím nejdelším v Evropě (po mostech most přes Velký Belt a Humber Bridge). Je také nejdelším mostem na světě, který vchází z obou stran do tunelů – ze severní strany vchází do 7510 m dlouhého tunelu Vallaviktunnelen a na jižní přechází do 1692 m dlouhého Butunnelen. Pylony s výškou 200 m jsou nejvyššími v zemi. Výškový rozdíl mezi hladinou fjordu a nejvyšším bodem mostovky je 55 m. Šířka mostovky je 20 m, vozovka je dvouproudová a po jejích stranách jsou samostatné pruhy pro cyklisty a pěší.
Průjezd mostem je pro osobní vozy zpoplatněn 143 NOK (3.7.2019).